# Alonso de Proaza
Alonso de Proaza (* 1445 in der Region Asturias; † 1519) war ein spanischer Humanist des Prerrenacimiento und Hochschullehrer für Rhetorik in Valencia.

## Leben und Wirken
Seine Jugendzeit verbrachte er in Oviedo. Später im Jahre 1461 verlegte er seinen Lebensmittelpunkt nach Salamanca, um an der dortigen Universität zu studieren. Er beendete das Studium mit dem akademischen Titel eines Bachelor,  bachiller de artes. Er war in seiner Studienzeit mit dem spanischen Dramaturgen Fernando de Rojas befreundet.
In Valencia war er Sekretär des Bischofs Guillén Ramón de Moncada (1440–1521) im Bistum Tarazona. Im Jahre 1504 wurde er zum Professor der Rhetorik an der Universität von Valencia ernannt.

## Werke (Auswahl)
- Oratio luculenta von laudibus Valentiae